# Luo Yixiu
Luo Yixiu, née le 20 octobre 1889 et morte le 11 février 1910, est la première épouse du futur dirigeant politique et révolutionnaire communiste chinois Mao Zedong. Originaire de la région de Shaoshan, dans le Hunan, au centre-sud de la Chine – la même région que Mao – sa famille est composée de propriétaires terriens locaux pauvres.
La plupart des informations connues sur leur mariage proviennent d'un récit donné par Mao au journaliste américain Edgar Snow en 1936, que Snow a inclus dans son livre Red Star Over China. Selon Mao, lui et Luo Yixiu sont l'objet d'un mariage arrangé organisé par leurs pères respectifs, Mao Yichang et Luo Helou. Luo a dix-huit ans et Mao seulement quatorze ans au moment de leurs fiançailles. Bien que Mao se marie, il rejette sa femme. Déshonorée socialement, elle vit avec les parents de Mao pendant deux ans jusqu'à ce qu'elle meure de dysenterie, tandis qu'il quitte le village pour poursuivre ses études ailleurs, devenant finalement un membre fondateur du Parti communiste chinois. Plusieurs biographes suggèrent que l'expérience de Mao dans ce mariage influence ses opinions ultérieures, le conduisant à devenir un critique du mariage arrangé et un féministe déclaré. Il se marie trois fois de plus, avec Yang Kaihui, He Zizhen et Jiang Qing, cette dernière étant plus connue sous le nom de Madame Mao.

## Biographie

### Jeunesse
Née le 20 octobre 1889, Luo Yixiu est la fille aînée de Luo Helou (罗合楼; 1871-1943), un shenshi (绅士) – ou un intellectuel rural qui gagne sa vie comme agriculteur – et sa femme (1869–1912), dont le nom de famille est Mao et qui est une grand-tante éloignée de Mao Zedong,. [Bien que l'historien Lee Feigon ait déclaré que la famille Luo est importante localement, les biographes de Mao Alexander Pantsov et Steven Levine affirment qu'ils sont pauvres. Luo Helou et sa femme ont cinq fils et cinq filles, mais sept de ces enfants sont morts, ne leur laissant que trois filles. L'absence de fils adultes au sein du couple diminue leur statut social, car dans la société chinoise de l'époque, seuls les fils peuvent perpétuer la lignée familiale.

### Mariage
Mao Yichang (en), le père de Mao Zedong, lui cherche une épouse qui puisse également venir en aide à sa propre femme dont la santé s'est détériorée à cause d'années de dur labeur agricole. Il choisit Luo Yixiu à la fin de 1907 ou en 1908. Sa parenté avec les Mao a peut-être aidé dans cette sélection, car les quatre frères de la mère de Luo Yixiu, surnommés Mao, habitent à 1km de la maison de Mao Yichang à Shaoshanchong. Selon les procédures traditionnelles, un entremetteur est envoyé à la maison de la famille Luo, et la famille Luo est socialement censée ne pas accepter immédiatement la proposition de mariage. Luo Helou est heureux de voir sa fille aînée mariée. Les deux familles échangent des cadeaux et signé le contrat de mariage, après quoi le mariage est considéré comme inviolable.
Mao Zedong rencontre Yixiu pour la première fois le jour de la signature du contrat. Des années plus tard, sa petite-fille Kong Dongmei a déclaré que Mao n'était pas satisfait du choix de son père et qu'il est plutôt amoureux de son cousin, Wang Shigu. Cependant, le mariage avec Wang est exclu par un devin local car leurs horoscopes sont incompatibles. Bien que mécontent de cet arrangement, Mao accepte d'épouser Luo. À l'époque, il a quatorze ans et informe plus tard par erreur Edgar Snow que Luo a vingt ans, une affirmation acceptée indépendamment par les biographes de Mao Ross Terrill et Philip Short, mais contestée plus tard par les biographes Jung Chang, Jon Halliday, Alexander V. Pantsov et Steven I. Levine, qui déterminent qu'elle a dix-huit ans,.
Le mariage a lieu en 1908. Selon un certain nombre de biographes de Mao, la cérémonie aurait probablement suivi la coutume traditionnelle rurale du Huna. Ainsi, la cérémonie aurait probablement commencé par un festin organisé la veille au domicile du marié, auquel sont invités amis et parents. Le lendemain, la mariée est habillée en rouge, avec un voile rouge sur le visage, et transportée en palanquin rouge jusqu'à la maison familiale du marié. Là, son voile aurait été retiré et elle aurait été censée exprimer son mécontentement et son mécontentement envers le marié en l'insultant publiquement,. Selon la tradition, un feu d'artifice aurait probablement eu lieu, avant que la mariée et le marié ne se prosternent devant chaque invité, devant l'autel ancestral du marié, devant les esprits et l'un devant l'autre, concluant la cérémonie,,.
Si les pratiques traditionnelles avaient été respectées, le festin aurait continué pendant deux jours, tandis que les invités auraient offert des cadeaux, principalement en argent, aux jeunes mariés. La cérémonie de mariage aurait culminé avec l'entrée des invités dans la chambre nuptiale, où ils auraient fait diverses références et insinuations sexuelles, dirigés par un personnage au visage peint en noir. Dans la tradition rurale chinoise, la mariée est censée montrer les taches de sang sur les draps de son lit de sa nuit de noces pour prouver que son hymen est rompu pendant les rapports sexuels et qu'elle est donc vierge.

### Vie de couple

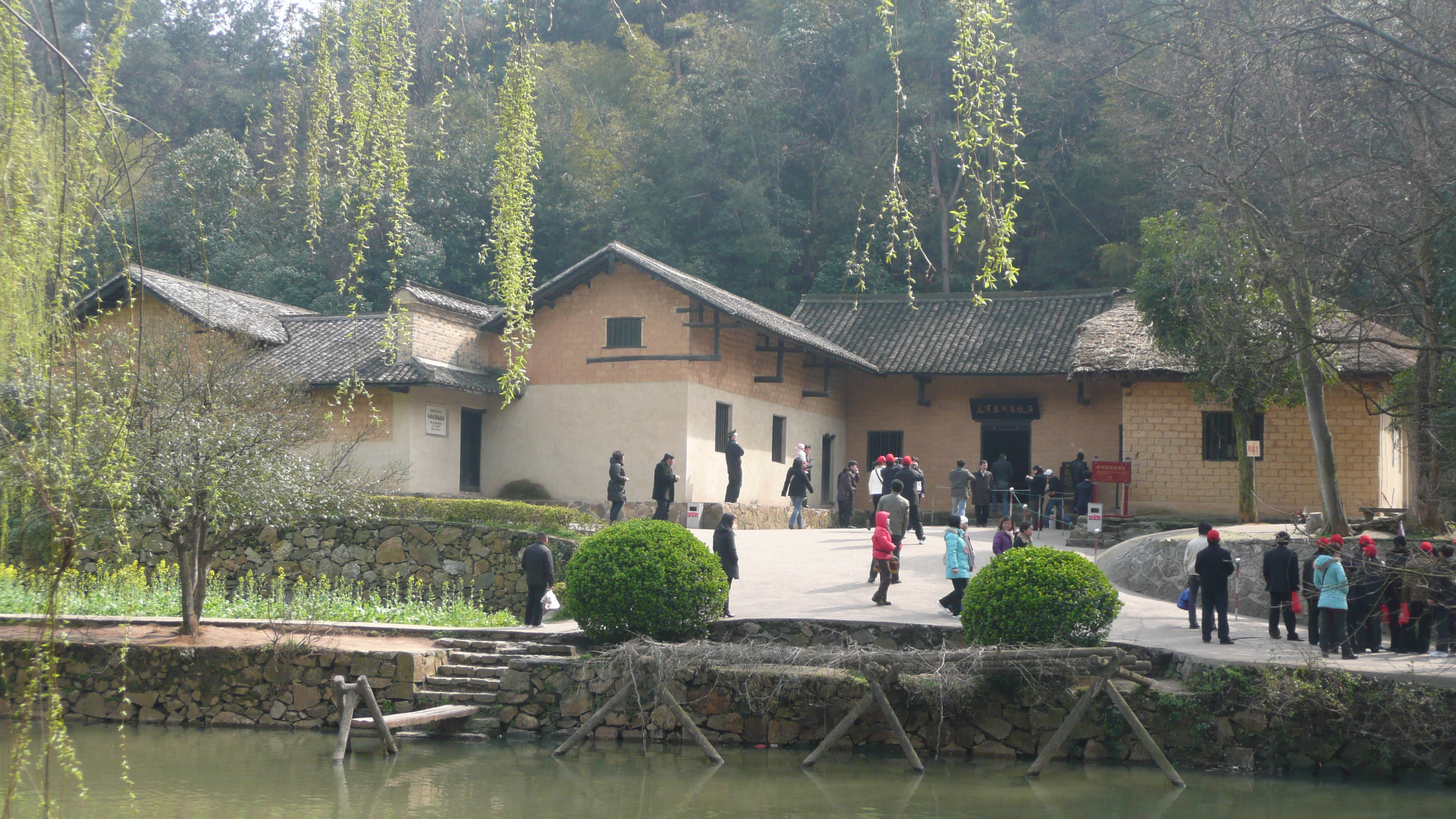
La maison de Mao à Shaoshanchong en 2010 ; Luo a vécu ici après le mariage.

D'après les propos de Mao, celui-ci refuse de vivre avec sa femme et affirme n'avoir jamais consommé leur mariage,. Peu de temps après le mariage, il s'enfuit de chez lui pour vivre avec un étudiant au chômage à Shaoshan,.
Désormais considérée comme faisant partie de la famille Mao, Luo vit avec Mao Yichang et Wen Qimei chez eux, mais est publiquement humiliée par la disparition de son mari ; certains habitants la considèrent comme la concubine de Yichang,. Luo Yixiu meurt de dysenterie le 11 février 1910, le lendemain du Nouvel An chinois,. Mao Zedong rentre chez lui cette année-là avant de partir étudier à Dongshan. Lorsque Mao parle de Luo à Snow en 1936, il dit qu'il « ne la considère pas comme [sa] femme » il ne fait aucune mention de sa mort. La tombe de Luo Yixiu est située sur la montagne en face de l'ancienne résidence de Mao Zedong à Shaoshanchong, à quelques pas de la tombe de ses parents.

## Conséquences
Lorsque Mao Zedong revint à Shaoshan en 1925 pour organiser un mouvement paysan local, il va rendre visite aux proches de Luo Yixiu, notamment son père Luo Helou et son neveu Luo Shiquan (罗石泉). Luo Shiquan rejoint le Parti communiste chinois au cours de l'hiver de cette année-là et restera un militant paysan jusqu'à la Révolution communiste chinoise. Parce que Luo Yixiu est mort sans descendance, lorsque la lignée Mao met à jour son livre généalogique en 1941, Mao Anlong (毛岸龙), qui est le troisième fils de Mao Zedong avec sa seconde épouse Yang Kaihui, est répertorié comme le descendant de Luo. En 1950, Mao envoie son fils aîné Mao Anying à Shaoshan et lui demanda de rendre visite à Luo Shiquan.

## Influence sur Mao
Dans Mao: A Reinterpretation, l'historien américain Lee Feigon soutient que l'expérience de Mao avec le mariage arrangé l'a inspiré à devenir « un ardent défenseur des droits des femmes » à la fin des années 1910, alors qu'il commence à écrire des articles pour la presse de gauche critiquant le système familial traditionnel chinois et affirmant que l'amour, plutôt que les pressions sociétales ou familiales, devrait être le principal déterminant du mariage. Cette idée est déjà exprimée par la journaliste et sinologue Clare Hollingworth. Dans leur biographie Mao: l'histoire inconnue, Jung Chang et Jon Halliday sont du même avis, affirmant que c'est cette expérience avec Luo qui transforme Mao en un « farouche opposant » au mariage arrangé.